# Campeonato Mundial de Esgrima de 1982
O Campeonato Mundial de Esgrima de 1982 foi a 46ª edição do torneio organizado pela Federação Internacional de Esgrima (FIE) entre 15 de julho a 24 de julho de 1982. O evento foi realizado em Roma, Itália. 

## Resultados
Os resultados foram os seguintes. 
Masculino
| Evento             | Ouro                                                                                    | Prata                                                                                                | Bronze                                                                                  |
| Espada individual  | Hungria · Jenő Pap                                                                      | França · Philippe Riboud                                                                             | Hungria · Ernő Kolczonay                                                                |
| Espada por equipe  | França · Olivier Lenglet · Philippe Boisse · Michel Salesse · Philippe Riboud           | Suíça · Daniel Giger · Olivier Carrard · Gabriel Nigon · Patrice Gaille · Michel Poffet              | Hungria · Ernő Kolczonay · Jenő Pap · Zoltán Székely · István Gelley · Péter Takács     |
| Florete individual | União Soviética · Alexandr Romankov                                                     | Itália · Mauro Numa                                                                                  | Itália · Federico Cervi                                                                 |
| Florete por equipe | União Soviética · Alexandr Romankov · Vladimer Aptsiauri · Yuri Lykov · Vladimir Logvin | França · Didier Flament · Pascal Jolyot · Frédéric Pietruszka · Philippe Omnès · Patrick Groc        | Itália · Federico Cervi · Andrea Borella · Angelo Scuri · Mauro Numa · Carlo Montano    |
| Sabre individual   | União Soviética · Viktor Krovopuskov                                                    | União Soviética · Andrey Alshan                                                                      | Hungria · Imre Gedővári                                                                 |
| Sabre por equipe   | Hungria · Imre Gedővári · Pál Gerevich · György Nébald · Zoltán Nagyházi · Imre Bujdosó | Itália · Giovanni Scalzo · Michele Maffei · Ferdinando Meglio · Gianfranco Dalla Barba · Marco Marin | União Soviética · Serguei Kazokin · Andrei Alshan · Viktor Krovopuskov · Mijail Burtsev |

Feminino
| Evento             | Ouro                                                                                               | ' Prata                                                                                            | Bronze |
| Florete individual | União Soviética · Nailya Gilyazova                                                                 | Itália · Dorina Vaccaroni                                                                          | Alemanha Oriental · Mandy Niklaus                                                                          |
| Florete por equipe | Itália · Dorina Vaccaroni · Carola Cicconetti · Anna Sparaciari · Clara Mochi · Margherita Zalaffi | Hungria · Edit Kovács · Zsuzsanna Szőcs · Magda Maros · Gertrúd Stefanek · Ildikó Schwarczenberger | Alemanha Ocidental · Cornelia Hanisch · Ingrid Losert · Sabine Bischoff · Gudrun Lotter · Christiane Weber |

## Quadro de medalhas
País sede
| Ordem | País               | Medalha de ouro | Medalha de prata | Medalha de bronze |    |
| ----- | ------------------ | --------------- | ---------------- | ----------------- | -- |
| 1     | União Soviética    | 4               | 1                | 1                 | 6  |
| 2     | Hungria            | 2               | 1                | 3                 | 6  |
| 3     | Itália             | 1               | 3                | 2                 | 6  |
| 4     | França             | 1               | 2                |                   | 3  |
| 5     | Suíça              |                 | 1                |                   | 1  |
| 6     | Alemanha Oriental  |                 |                  | 1                 | 1  |
|       | Alemanha Ocidental |                 |                  | 1                 | 1  |
| TOTAL | TOTAL              | 8               | 8                | 8                 | 24 |